# Arte del Gandhāra

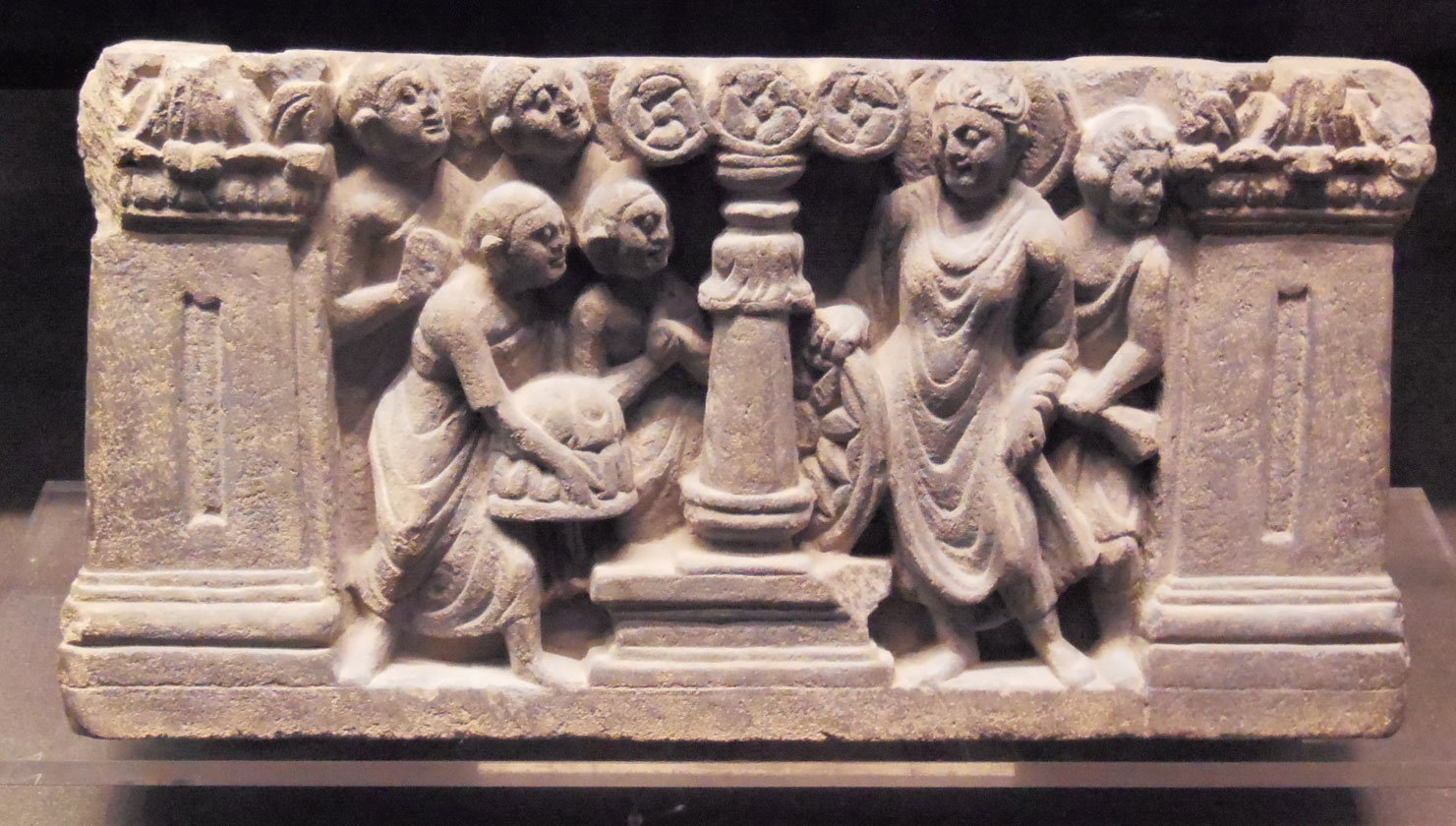
Rilievo in scisto raffigurante il Buddha, il Vajrapani e alcuni monaci, proveniente da Butkara I (Pakistan) e conservato presso il Museo Nazionale d'Arte Orientale di Roma.

Con arte del Gandhāra si intende comunemente la produzione architettonica, plastica e (seppur in misura minore) pittorica, quasi esclusivamente di soggetto buddhistico e collegata alle fondazioni religiose presenti nella regione omonima, corrispondente all'odierna piana di Peshawar (in senso più ampio, la regione del Gandhāra include i territori degli odierni Pakistan settentrionale e Afghanistan orientale). Cronologicamente, l'arte del Gandhāra si colloca tra gli ultimi decenni del I sec. a.C. e il IV-V sec. d.C. (con echi che giungono fino al VII-VIII sec. d.C.). I materiali utilizzati sono la pietra (scisto e calcare), lo stucco e l'argilla. I rilievi gandharici adornavano i monumenti religiosi buddhisti (stūpa e vihāra) e raffiguravano scene della vita del Buddha e jātaka (storie delle vite precedenti di Siddhārtha).
L'arte del Gandhāra è l'esito di influssi artistici diversi: indiani, iranici ed ellenistici. È su quest'ultima componente che si sono soffermati maggiormente gli studiosi (soprattutto europei), poiché un'arte così "greca" in una regione così remota avrebbe dimostrato la capacità civilizzatrice dell'Occidente in contrapposizione a una presunta arretratezza culturale dell'Oriente. Per decenni, studiosi occidentali e orientali si sono confrontati (a volte anche aspramente) sull'origine dell'arte del Gandhāra e sul predominio di questo o quell'influsso artistico, in particolar modo in riferimento all'immagine antropomorfa del Buddha. Non a caso l'arte del Gandhāra fu definita inizialmente "arte greco-buddhista", "arte romano-buddhista" e finanche "arte greco-romano-buddhista"; si trattava di definizioni coniate dagli studiosi europei e americani, tutte tese a mettere l'accento solo su una delle componenti dell'arte del Gandhāra.

## Siti archeologici
- Saidu Sharif I, Valle dello Swat (Pakistan)
- Butkara I, Valle dello Swat (Pakistan)

## Collezioni museali
- Ashmolean Museum of Art and Archaeology, Oxford
- British Museum, Londra
- Metropolitan Museum of Art, New York
- Musée national des arts asiatiques - Guimet, Parigi
- Museo d'Arte Orientale, Torino
- Museo Nazionale d'Arte Orientale "Giuseppe Tucci", Roma
- Museum für Asiatische Kunst (Berlino)
- Museo Nazionale del Pakistan (Karachi)
- Peshawar Museum, Peshawar
- Swat Museum, Saidu Sharif
- Civico Museo d'Arte orientale, Trieste
- Civico Museo Archeologico, Milano

## Galleria d'immagini

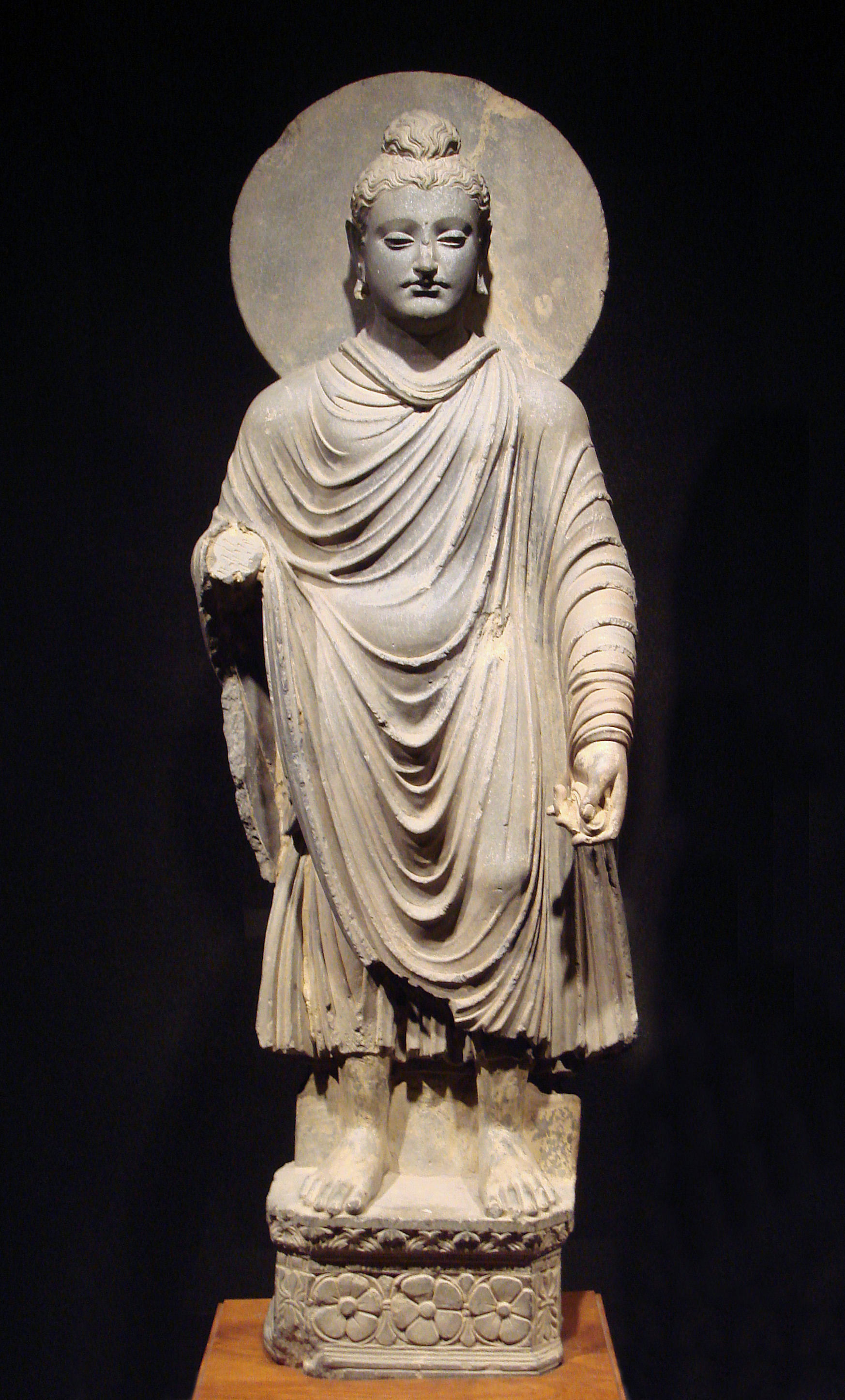
Statua in scisto raffigurante il Buddha, di provenienza sconosciuta, conservata presso il Tokyo National Museum.
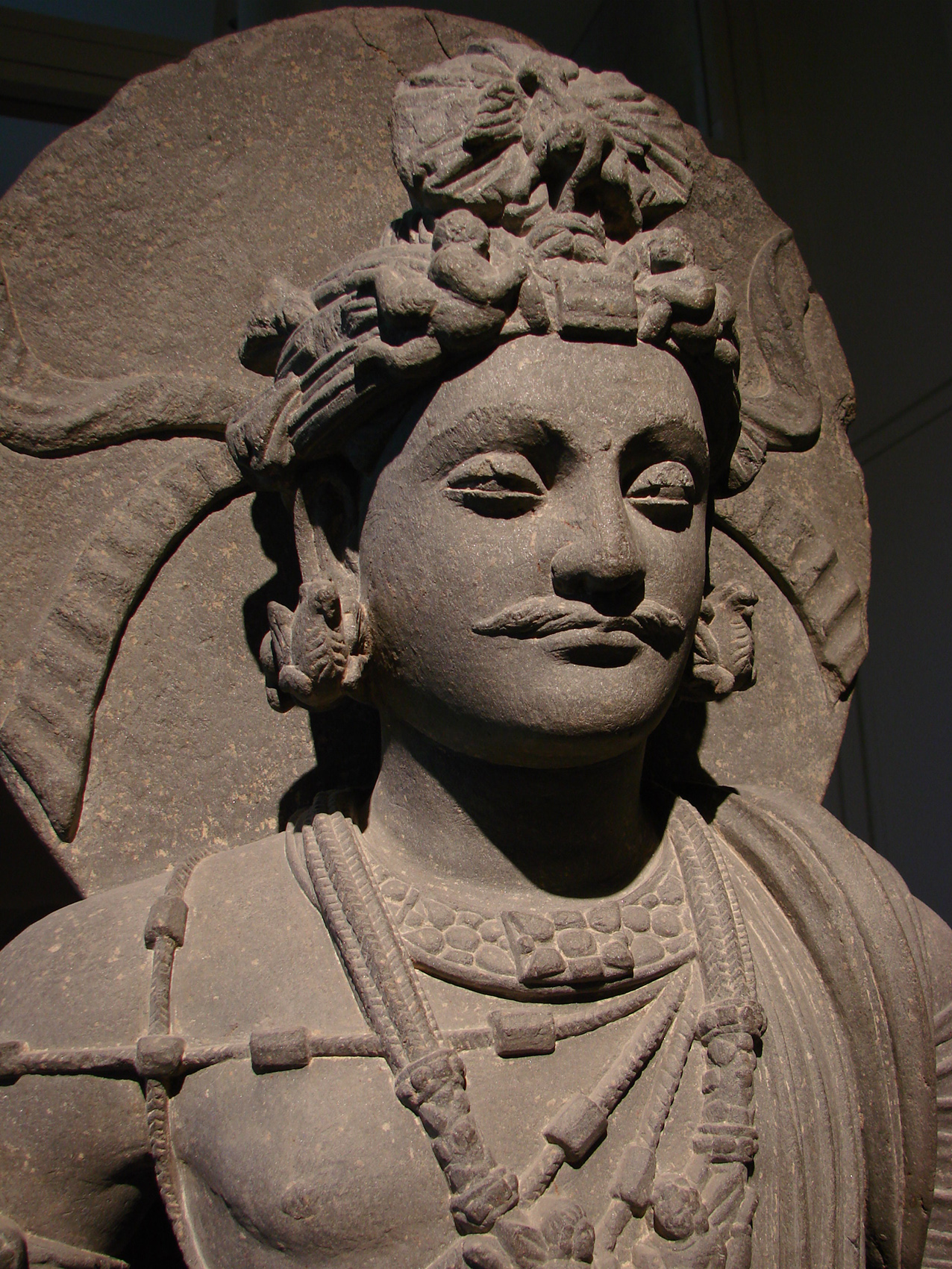
Statua in scisto raffigurante un Bodhisattva, proveniente da Shahbaz-Garhi (Pakistan) e conservata presso il Musée Guimet di Parigi.
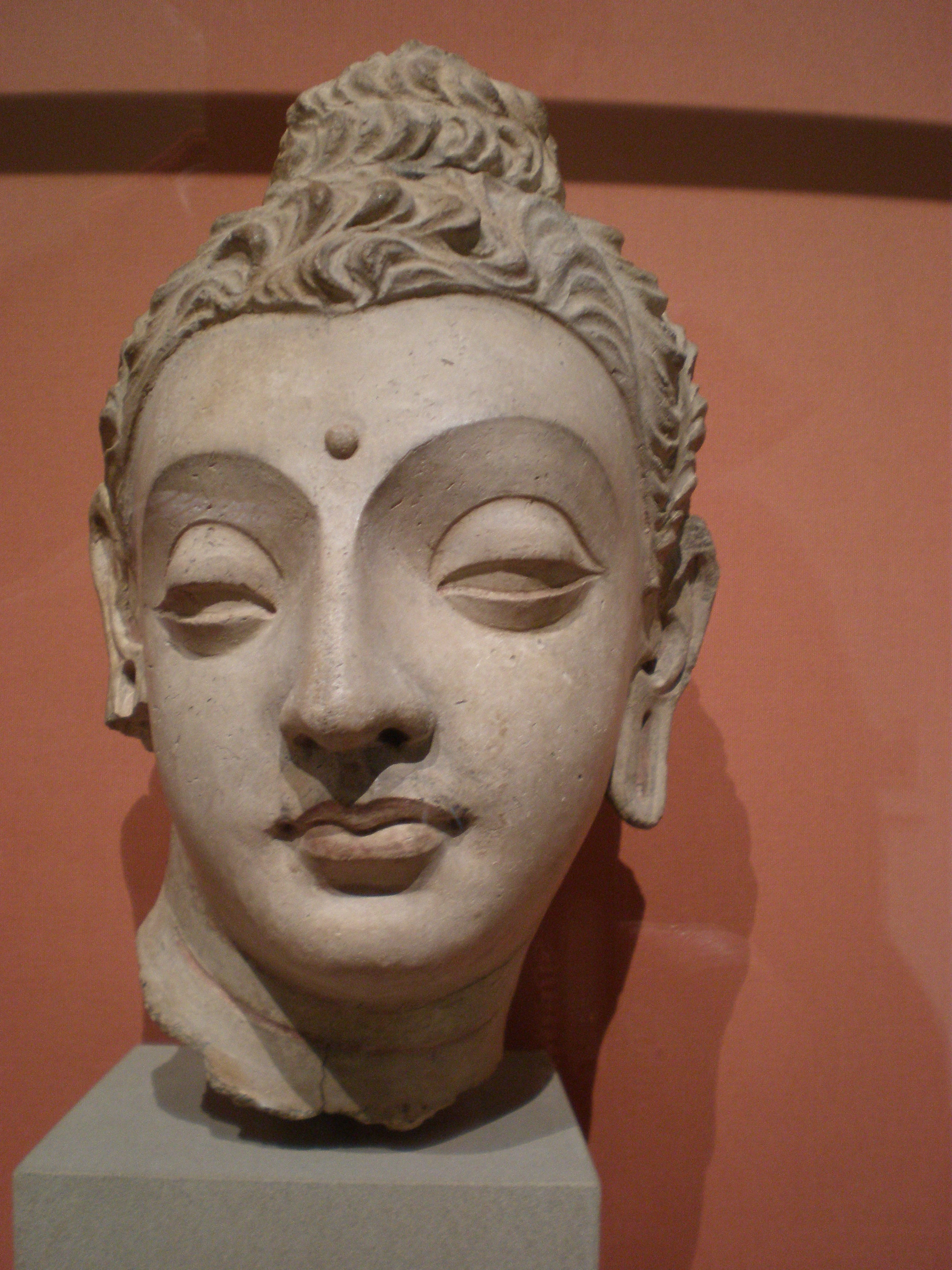
Testa del Buddha in stucco, proveniente da Hadda (Afghanistan) e conservata presso il Victoria and Albert Museum di Londra.
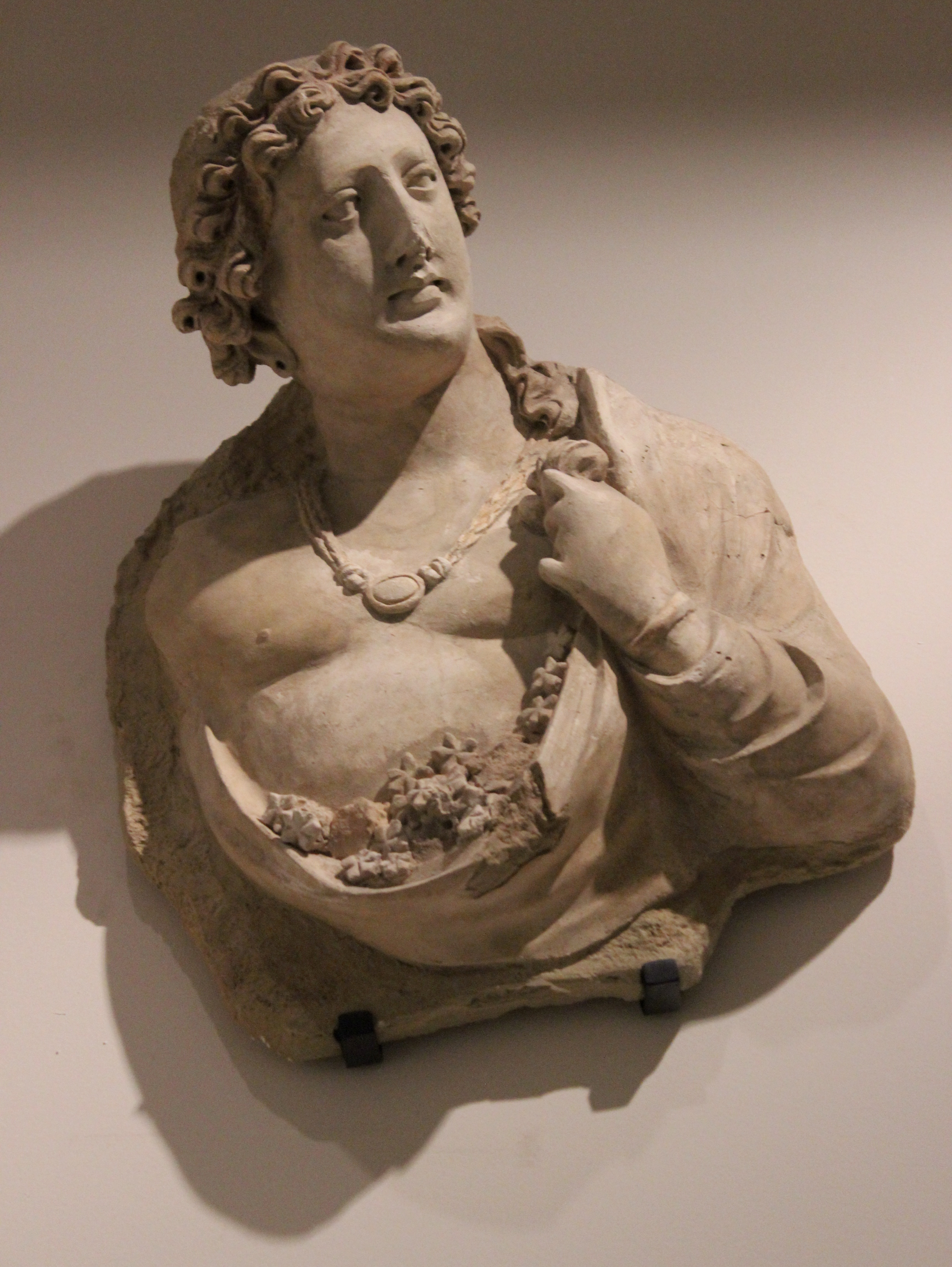
"Il genio dei fiori", scultura in stucco proveniente da Hadda (Afghanistan) e conservata presso il Musée Guimet di Parigi.
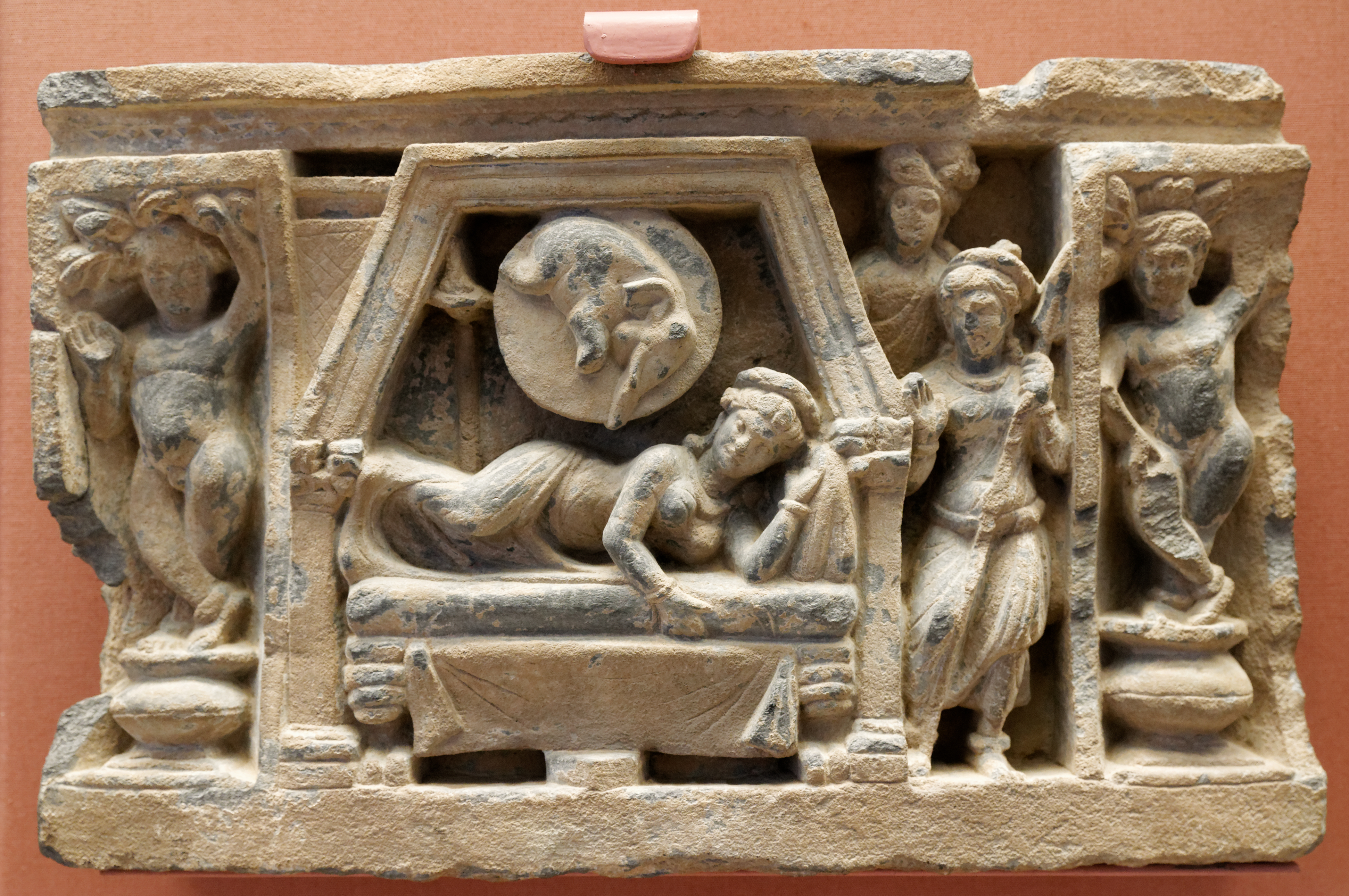
"Il sogno di Maya", rilievo figurato in scisto proveniente da Jamal Garhi (Pakistan) e conservato presso il British Museum di Londra.
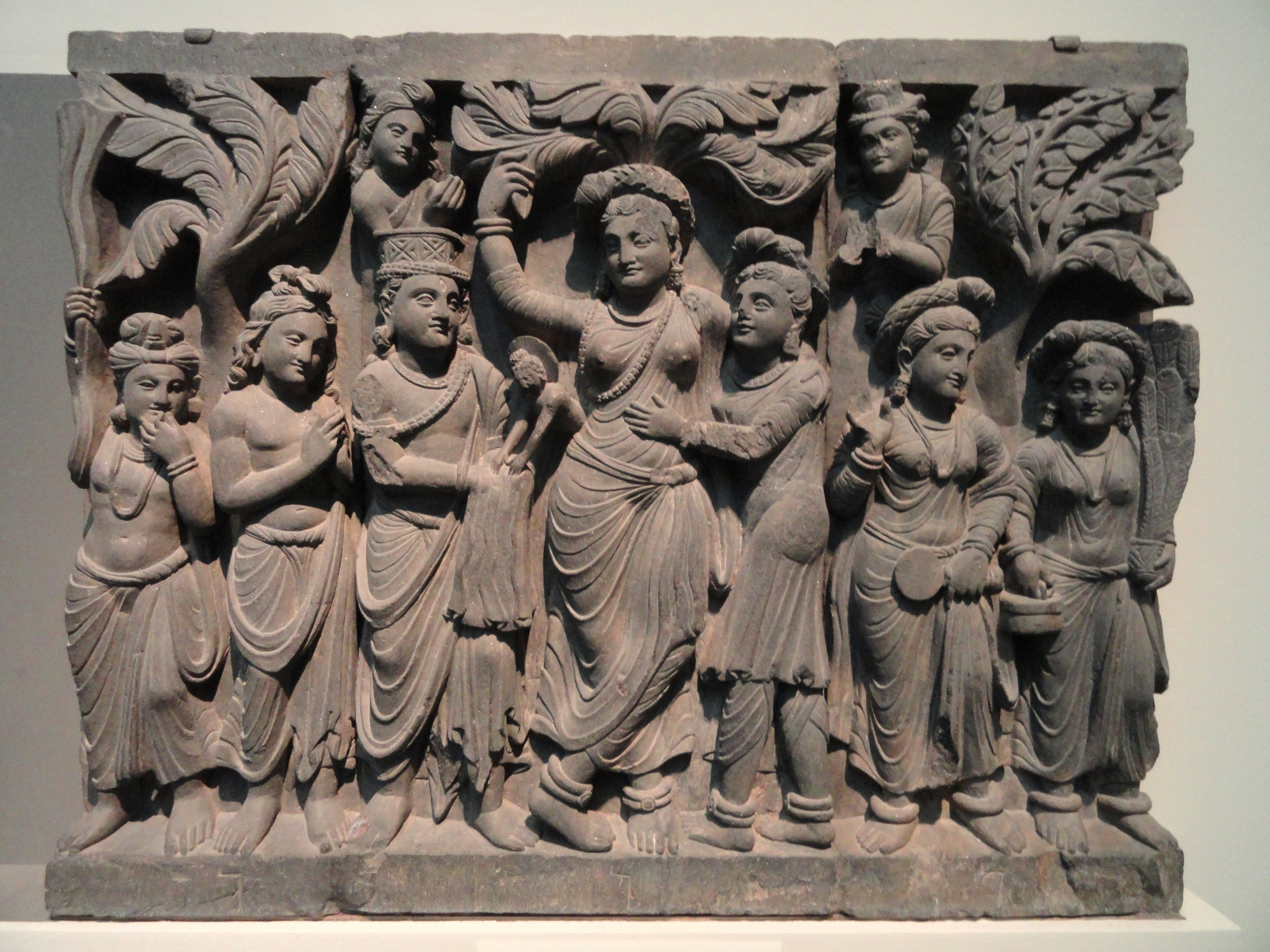
"La nascita del Buddha", rilievo figurato in scisto di provenienza sconosciuta, conservato presso la Freer Gallery of Art di Washington.
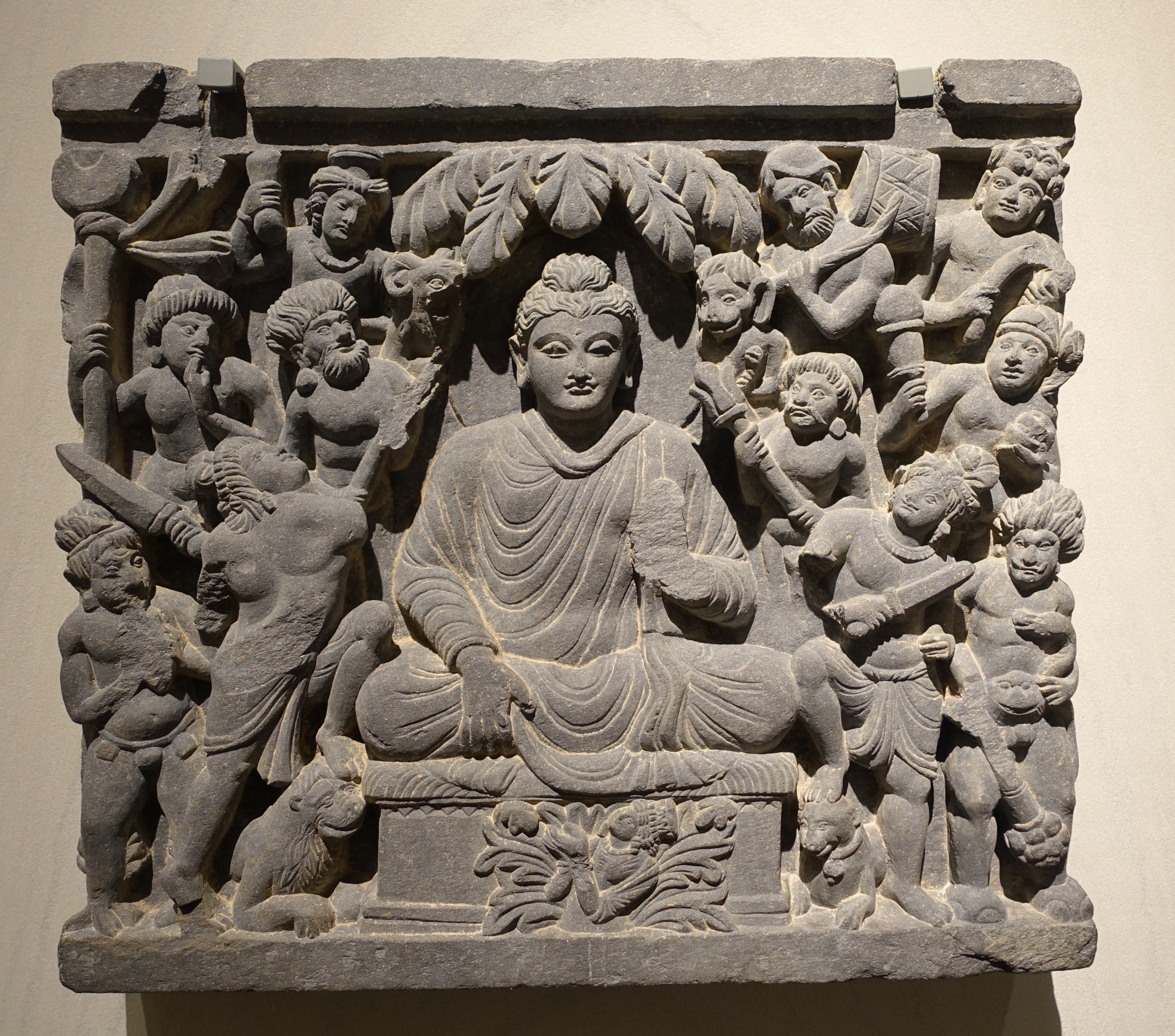
"L'assalto di Mara", rilievo figurato in scisto di provenienza sconosciuta, conservato presso il Museum für Asiatische Kunst di Berlino.
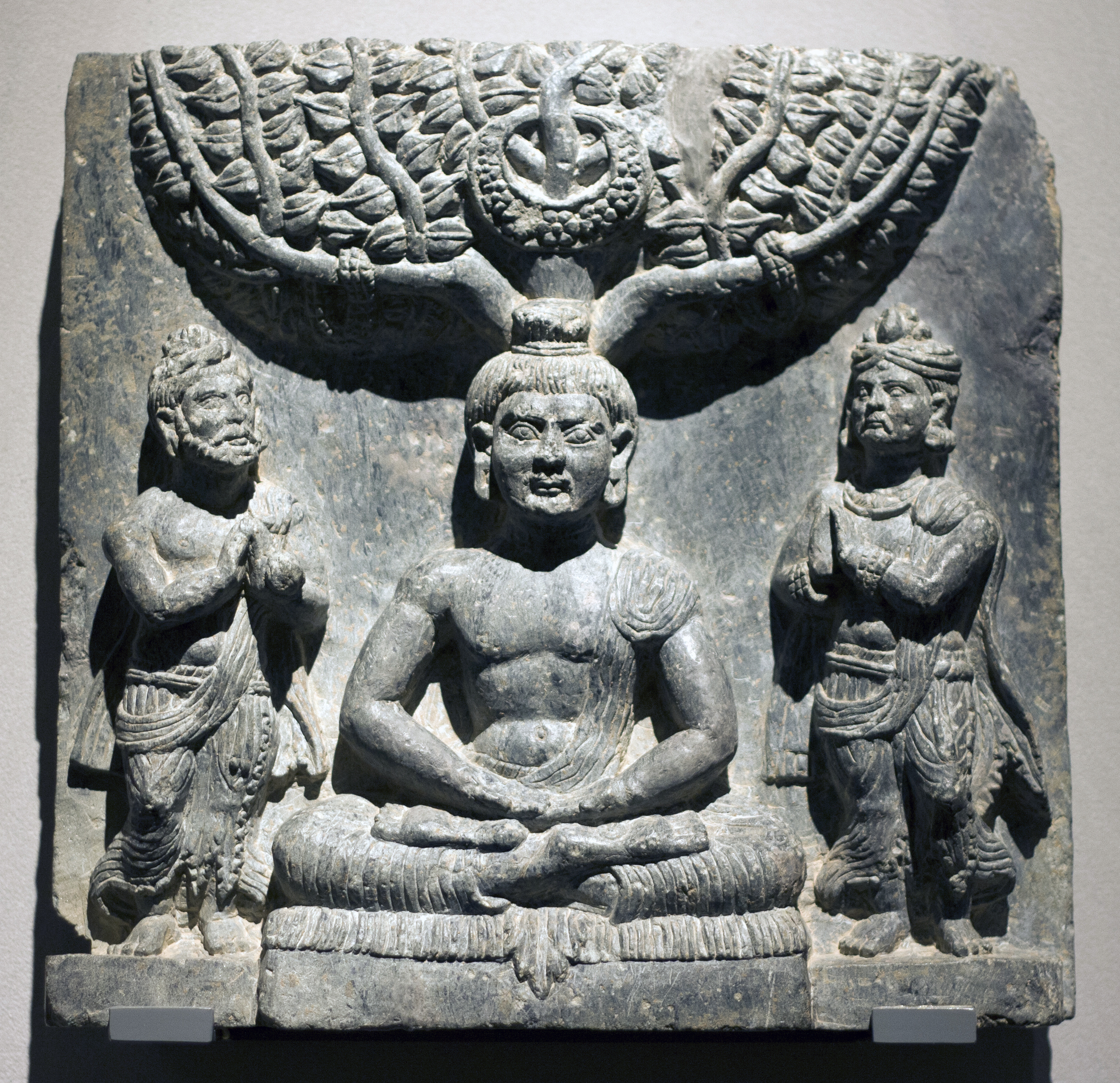
"L'invito alla predicazione", rilievo figurato in scisto di provenienza sconosciuta, conservato presso il Museum für Asiatische Kunst di Berlino.
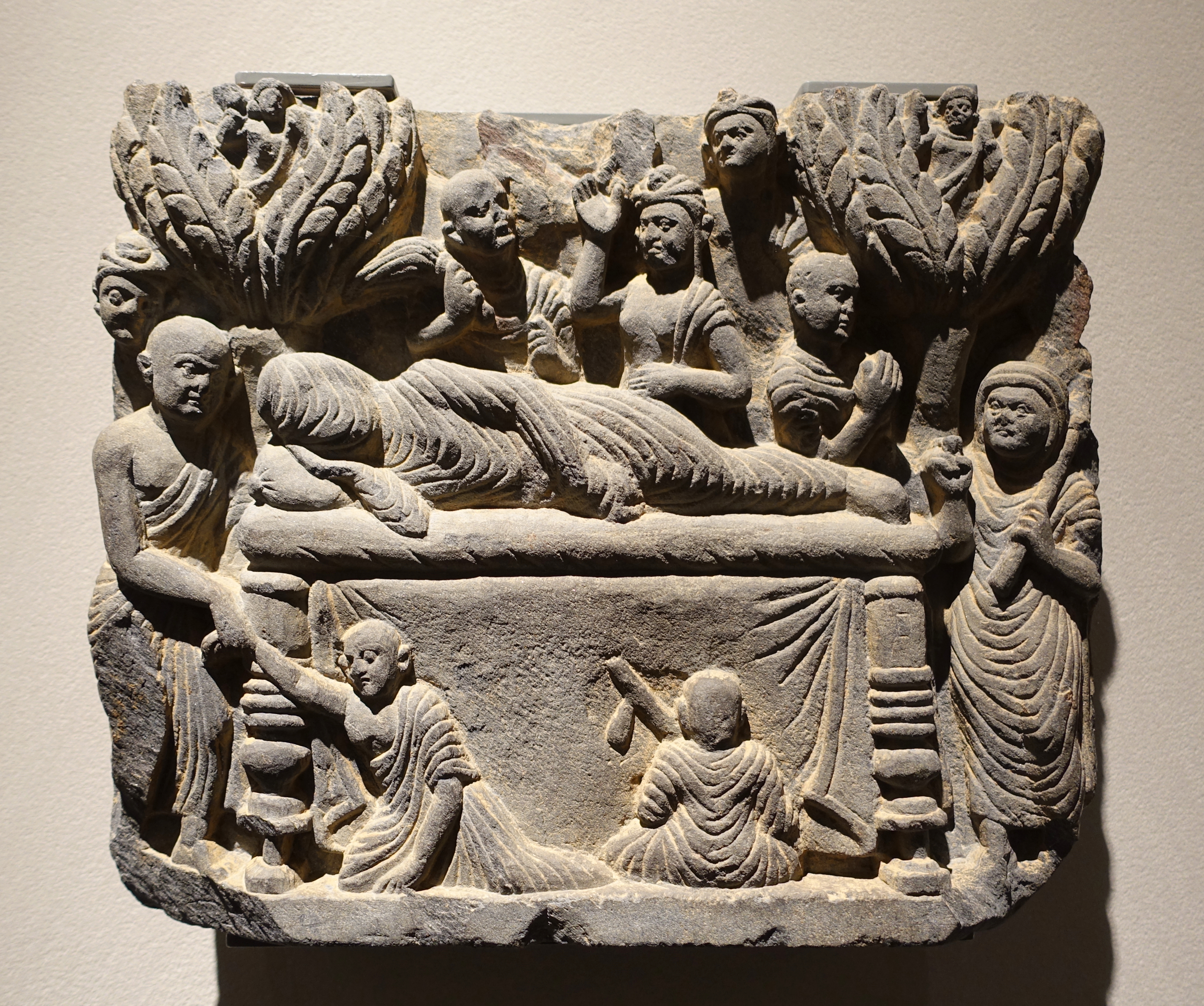
"Il parinirvana", rilievo figurato in scisto di provenienza sconosciuta, conservato presso il Museum für Asiatische Kunst di Berlino.